# Église Saint-Théodore-Tiron d'Irig
Pour les articles homonymes, voir Église Saint-Théodore-Tiron.
L'église Saint-Théodore-Tiron (en serbe cyrillique : Српска православна црква Светог Теодора Тирона у Иригу ; en serbe latin : Srpska pravoslavna crkva Svetog Teodora Tirona u Irigu) est une église orthodoxe serbe située en Serbie, dans la ville d'Irig et dans la province de Voïvodine. Construite en 1780, elle est inscrite sur la liste des monuments culturels de grande importance de la république de Serbie (identifiant no SK 1295).

## Présentation
L'église Saint-Théodore-Tiron a été construite dans le dernier quart du XVIIIe siècle. Elle est constituée d'une nef unique prolongée par une abside pentagonale et, à l'ouest, elle est dominée par un clocher. Les façades sont rythmées par un socle horizontal et des pilastres surmontés par des corniches courant le long du toit. L'entrée de l'édifice, située au niveau de la façade occidentale, est surmontée par un tympan triangulaire et par une niche ornée d'une icône représentant saint Théodore Tiron.
L'iconostase a été réalisée par un sculpteur inconnu de la seconde moitié du XVIIIe siècle. Les icônes et les fresques du chœur ont été peintes à la fin du XVIIIe siècle et les portes méridionales en 1788 ; elles sont l'œuvre de Jakov Orfelin et ont été retouchées en 1824 par Teodor Drezmanović et Dimitrije Lazarević. En 1864, les icônes ont été nettoyées par Jovan Klajić, au moment où ce peintre a réalisé les autres fresques de l'église. Le trône de l'évêque est orné d'une représentation du Christ remontant au XVIIIe siècle et le trône de la Mère de Dieu est orné d'icônes dues à Grigorije Nikolić et datant de 1801. Dans le chœur se trouve une chapelle dédiée à saint Charalampe qui abrite une iconostase peinte par Jovan Pantelić en 1811.